# KTM 250 SX
 (novembre 2022).
Si vous disposez d'ouvrages ou d'articles de référence ou si vous connaissez des sites web de qualité traitant du thème abordé ici, merci de compléter l'article en donnant les références utiles à sa vérifiabilité et en les liant à la section « Notes et références ».
 (novembre 2022).
La 250 SX est un modèle de motocyclette du constructeur KTM.

## informations complémentaires
- Graissage par mélange 1:60
- Graissage de la boîte : 0,7 l Motorex Top Speed 15W50
- Transmission primaire : 26:72
- Transmission finale : 13:48
- Allumage : Kokusan digital 2K-1
- Démarrage : kick
- Boucle arrière de cadre : Aluminium 7020
- Guidon : Renthal Aluminium Ø 28/22 mm
- Chaîne : à joints X 5/8 x 1/4" |
- Silencieux : Aluminium
- Garde au sol : 385